# 14443 Sekinenomatsu
14443 Sekinenomatsu este un asteroid din centura principală de asteroizi.

## Descriere
14443 Sekinenomatsu este un asteroid din centura principală de asteroizi. A fost descoperit pe 1 octombrie 1992 la Kitami de Masayuki Yanai și Kazuro Watanabe. Asteroidul prezintă o orbită caracterizată de o semiaxă mare de 2,87 ua, o excentricitate de 0,08 și o înclinație de 1,8° în raport cu ecliptica.